# Mariä Himmelfahrt (Schwabegg)

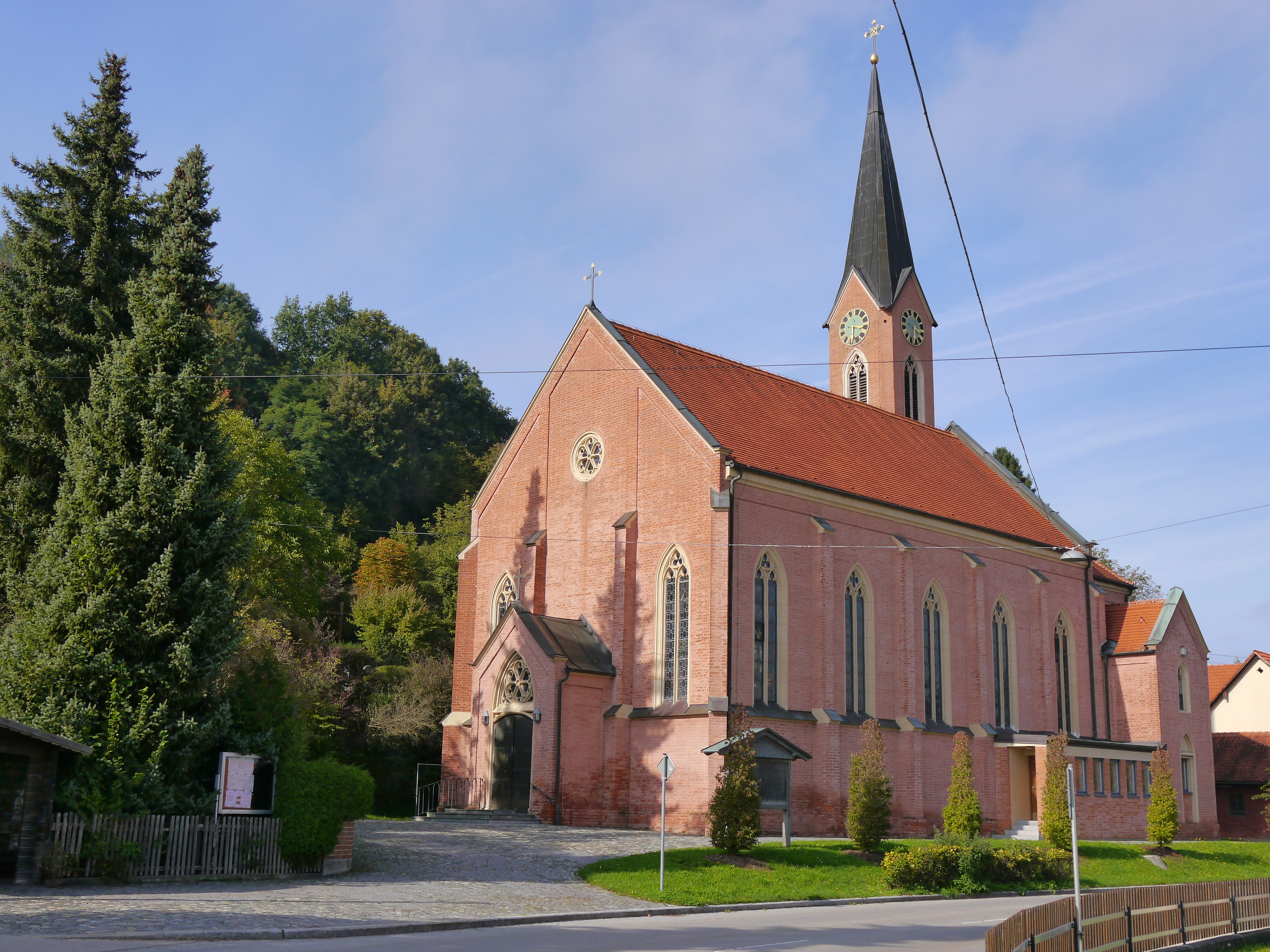
Mariä Himmelfahrt in Schwabegg

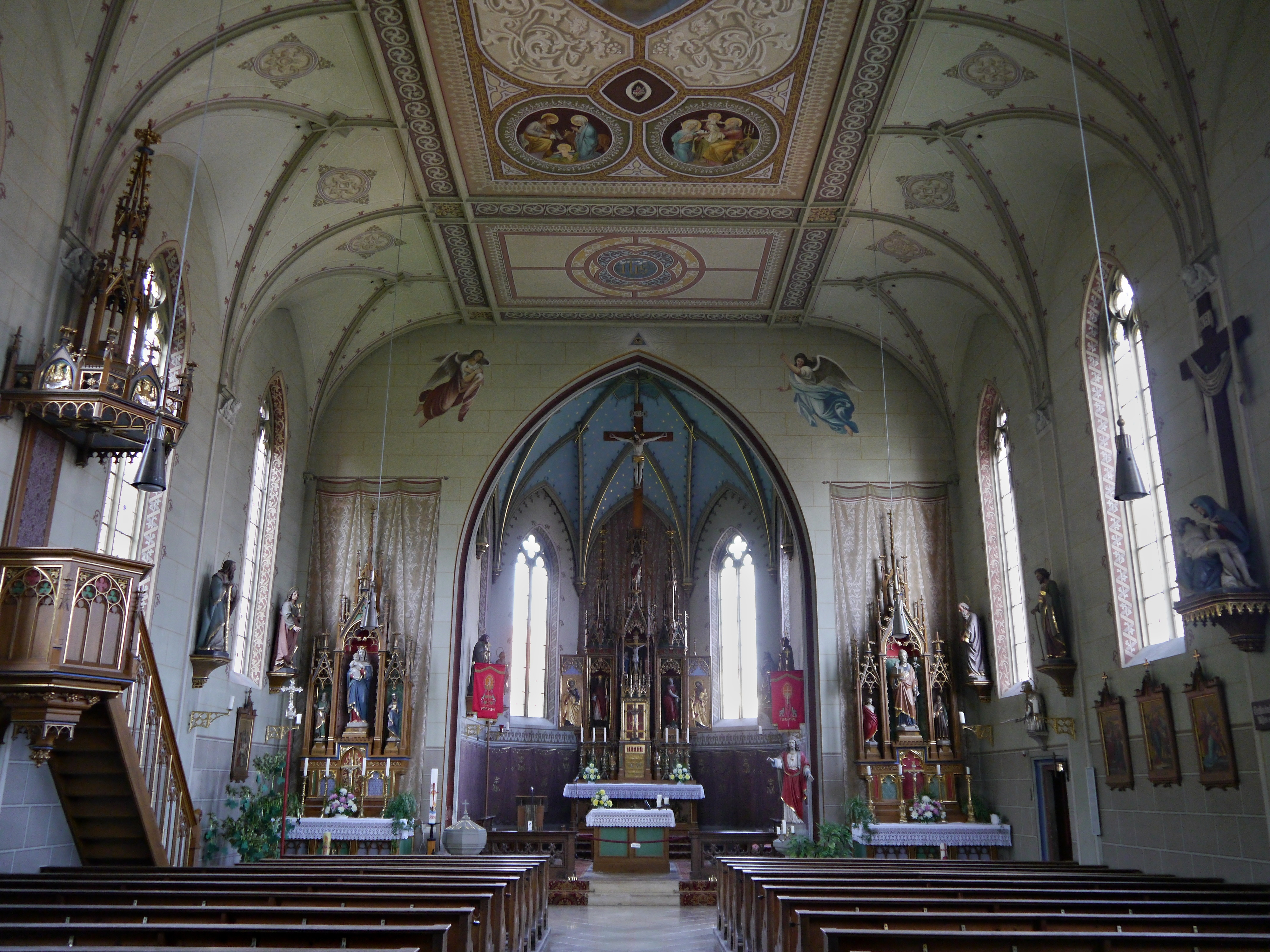
Innenraum

Die römisch-katholische Pfarrkirche Mariä Himmelfahrt steht in Schwabegg, einem Stadtteil von Schwabmünchen im schwäbischen Landkreis Augsburg von Bayern. Das Bauwerk ist in der Liste der Baudenkmäler in Schwabmünchen unter der Nr. D-7-72-200-49 eingetragen. Die Pfarrei gehört zum Dekanat Schwabmünchen des Bistums Augsburg.

## Beschreibung
Die 1872 errichtete backsteingotische Saalkirche ist nach Nordosten ausgerichtet. Sie besteht aus einem Langhaus, das von Strebepfeilern gestützt wird, einem eingezogenen, dreiseitig geschlossenen Chor, einer Sakristei an der Südostwand, einem Chorflankenturm an der Nordwestwand, der mit einem spitzen Helm bedeckt ist, und einem Anbau in der Fassade im Südwesten, in dem sich das Portal befindet. 
Der Innenraum des Langhauses ist mit einem Stichkappengewölbe überspannt, der des Chors mit einem Netzgewölbe. Die Fresken im Langhaus hat Anton Ranzinger gestaltet. Die Kirchenausstattung stammt aus der Erbauungszeit. Das Kruzifix im Chorbogen ist angeblich bereits 1594 entstanden. Die Orgel wurde von der Hermann Eule Orgelbau Bautzen errichtet.